# تحت مراقبت (قانون)
در قانون، افراد تحت مراقبت افرادی خردسال یا بزرگسال ناتوان هستند که تحت مراقبت یک ولی یا نهاد دولتی، مانند یک دادگاه قرار می‌گیرند. از چنین فردی می توان به عنوان «تحت مراقبت دادگاه» نام برد. ریشهٔ این مفهوم به بریتانیا بازمی‌گردد.